# Нижня Жданя
Дольна Жданя (словац. Dolná Ždaňa) — село, громада округу Ж'яр-над-Гроном, Банськобистрицький край, центральна Словаччина, регіон Теков. Кадастрова площа громади — 8,17 км². Протікає Прохотський потік.
Населення 893 особи (станом на 31 грудня 2017 року).

## Історія
Дольна Жданя згадується в 1391 році.

## Населення
| Рік:            | 1994. | 2004.    | 2014.    | 2024.   |
| --------------- | ----- | -------- | -------- | ------- |
| Кількість осіб: | 597   | 678      | 888      | 878     |
| Різниця:        |       | +13,56 % | +30,97 % | -1,12 % |

| Рік:            | 2023. | 2024.   |
| --------------- | ----- | ------- |
| Кількість осіб: | 883   | 878     |
| Різниця:        |       | -0,56 % |